# セラ (ブラジル)
セラ（セーハ、Serra）は、ブラジルのエスピリトサント州の都市。人口は約52万人（2020年）。州都ヴィトーリアの北側に隣接している。

## 概要
セラは州内で人口最大の都市であるが、ヴィトーリアのベッドタウンとして開発されている地区であり都市圏の一部である。海岸は開発が制限されているため、住宅地は内陸部に広がっている。
地名は市内に聳えるメストリ・アルバロ山の山容からきている。Serraはポルトガル語で「山脈」という意味である。